# Project Zero (computerspel)
Project Zero (genaamd Fatal Frame in de VS, Zero in Japan) is een computerspel voor de Sony PlayStation 2. Het spel is een survival horror en werd uitgebracht in 2001.

## Verhaal
Het verhaal speelt zich af in 1986 en volgt de tweeling Miku en Mafayu Hinasaki. Wanneer Mafayu verdwijnt in het spookachtige Himuro Mansion gaat zijn zus op zoek naar hem. Tijdens het verkennen van het huis ontdekt ze aanwijzingen over duistere rituelen die zich daar hebben afgespeeld.

## Spel
Het spel richt zich hoofdzakelijk op het verkennen van het huis, en het vechten tegen geesten door het gebruik van een speciale camera.
Het spelconcept werd bedacht door Makoto Shibata en Keisuke Kikuchi, en zijn gebaseerd op Shibata's eigen spirituele ervaringen.